# Эль-Нужа (аэропорт)
Аэропорт Эль-Нужа, ранее — Международный аэропорт Александрия (араб. مطار الإسكندرية الدولي‎) (ИАТА: ALY, ИКАО: HEAX) — бывший международный аэропорт, обслуживавший Александрию, Египет, расположенный в 7 км к юго-востоку от центра города. В 2009 г. аэропорт обслужил 1 142 412 пассажиров. В 2011 году аэропорт был закрыт на капитальный ремонт, и все рейсы были переведены в аэропорт Борг-эль-Араб. Впоследствии правительство объявило, что аэропорт больше не будет работать.

## Характеристики
Будущее аэропорта было под вопросом с открытием аэропорта Борг-эль-Араб. В начале 2011 года министерство гражданской авиации Египта объявило о планах капитальной реконструкции аэропорта и его объектов, чтобы обеспечить его будущее в качестве одного из двух коммерческих аэропортов Александрии и региона дельты Нила. Ожидалось, что проект реконструкции будет стоить 120 миллионов долларов США. Он должен был включать в себя удлинение основной взлетно-посадочной полосы (22.04) еще на 750 м. и строительство нового пассажирского терминала для замены существующего старого объекта. Из-за длины старых взлетно-посадочных полос самыми большими самолетами, курсировавшими в аэропорт, были Airbus A320-200, Boeing 737-800 и McDonnell Douglas MD-90.
Аэропорт был закрыт к декабрю 2011 года для реализации проекта реконструкции, и его планировалось вновь открыть в конце 2014 года. По состоянию на январь 2016 года аэропорт все еще оставался закрытым. Спутниковые снимки показали, что взлетно-посадочные полосы аэропортов должны быть заменены и расширены, в то время как территория терминала остается заброшенной. С тех пор правительство официально объявило, что аэропорт полностью закроется и перестанет функционировать.

## Авиакомпании и направления
Аэропорт был закрыт на реконструкцию, и из него больше не выполняются авиарейсы. Ранее аэропорт предлагал услуги по внутренним направлениям в Египте и городах арабского мира. EgyptAir и ее дочерняя компания EgyptAir Express были крупнейшими авиакомпаниями, работавшими в аэропорту, выполняя более 50 внутренних и региональных рейсов в неделю на самолетах Airbus A320-200 и Embraer E-170. 